# 莫科托夫區
莫科托夫区（波蘭語：Mokotów，波蘭語發音：[mɔˈkɔtuf]），或译莫科图夫区，是波蘭首都華沙的一個行政區。该區人口密集，有眾多外國使館和公司，只有一小部分地區是工業區，大部分地區是公園和綠地，1916年劃入華沙。
該區內的著名景點或重要建築：
- 波蘭國家圖書館
- 華沙經濟大學
- 華沙生命科學大學
- 莫科托夫監獄

莫科圖夫區與以下行政區相鄰：
- 北：奧霍塔區、市中心區、南普拉加區
- 南：烏爾瑟努夫區、維拉努夫區
- 西：瓦韋爾區
- 東：弗沃黑區